# Bawaka Mabele
Pour les articles homonymes, voir Mabele.
Bawaka Mabele est un footballeur congolais né le 9 juin 1988.Il joue au poste d' arrière droit a l'AS Vita Club.

## Palmarès
- Vainqueur de la Ligue des champions de la CAF en 2009 et 2010 avec le TP Mazembe
- Vainqueur de la Supercoupe de la CAF en 2010 avec le TP Mazembe
- Champion de RD Congo en 2009 avec le TP Mazembe
- Troisième de la Coupe d'Afrique des nations de football 2015
- Finaliste de la Ligue des champions de la CAF en 2014 avec AS Vita Club
- Champion de RD Congo en 2015 avec AS Vita Club